# Juan Pablo Shuk
Juan Pablo Shuk Aparicio (ur. 7 listopada 1965 w Bogocie) – kolumbijski aktor telewizyjny i filmowy.

## Życiorys
Urodził się w Kolumbii w rodzinie pochodzenia hiszpańskiego i węgierskiego. W 1984 ukończył katolickie Colegio San Carlos w Bogocie w Kolumbii. Studiował również biologię morską na Uniwersytecie Jorge Tadeo Lozano.
W 1988 po raz pierwszy pojawił się na małym ekranie w telenoweli El cacique y la diosa (El cacique y la diosa). Po występach w telenowelach kolumbijskich – Dwie Kobiety (Dos mujeres, 1997), Kocham Paquitę Gallego (Yo amo a Paquita Gallego, 1997) i Castillo de naipes (1998), zadebiutował na kinowym ekranie w dramacie El Séptimo cielo (1999). Jednak widzowie znają go przede wszystkim z roli Fernanda Escandona w telenoweli Telemundo Gorzka zemsta (Pasión de gavilanes, 2003-2004).

## Filmografia

### Filmy
- 1999: El Séptimo cielo jako Fernando
- 2001: Cuando vuelvas de tus muertes
- 2002: Esmeraldero jako Chucho
- 2010: Trzy metry nad niebem jako zaatakowany mężczyzna
- 2016: Assassin’s Creed jako ojciec

### Telenowele
- 1988: El cacique y la diosa (El cacique y la diosa)
- 1995: Maria Bonita (María Bonita) jako Rodrigo Santos
- 1997: Dwie Kobiety (Dos mujeres) jako Guillermo Angel
- 1997: Kocham Paquitę Gallego (Yo amo a Paquita Gallego) jako Kennet Martin
- 1998: Castillo de naipes jako Sebastian
- 2001: Pustynni kochankowie (Amantes del desierto) jako Bruno
- 2003-2004: Gorzka zemsta (Pasión de gavilanes) jako Fernando Escandón
- 2004: Te voy a enseñar a querer jako Juan Manuel
- 2005: Hacjenda La Tormenta (La Tormenta) jako ojciec Damián i jego brat bliźniak Cosme
- 2005: Decyzje (Decisiones) jako Javier
- 2006: Miłość na sprzedaż (Amores de mercado) jako Manuel Medrano
- 2008: Bez biustu nie ma raju jako Mauricio Contento
- 2008: Dona Barbara jako Gonzalo
- 2009: Bananowa młodzież jako Roberto de la Torre
- 2018: Kokainowe wybrzeże (Fariña) jako José Nelson Matta Ballesteros

### Seriale
- 2011-2013: El Barco jako Ernesto Gamboa
- 2016-2017: Narcos jako pułkownik Martinez